# Lollia Paulina
Lollia Paulina, ou Lollie Pauline, née vers 15 et morte en 49, est une femme de la noblesse romaine de la première moitié du Ier siècle, qui a été impératrice de Rome pendant six mois en 38, lorsqu'elle était la troisième femme de Caligula.

## Origines familiales
Lollia Paulina est la petite-fille de Marcus Lollius, qui avait été consul en 21 av. J.-C.. Son père était Marcus Lollius, un ancien consul, et sa mère Volusia Saturnina, sœur du sénateur et consul Lucius Volusius Saturninus. Sa grand-mère maternelle était lointainement apparentée à l'empereur Tibère. L'oncle maternel de son père était le sénateur et consul Marcus Aurelius Cotta Maximus Messalinus. Une sœur aînée, ou une nièce selon une autre hypothèse, de Paulina était Lollia Saturnina qui épousa un Decimus Valerius Asiaticus à qui elle donna un fils.
Paulina devint très riche après avoir hérité de biens d'un aieul M. Lollius, fruits de concussions en Germanie.

## Biographie
Son premier mari, Publius Memmius Regulus, est consul suffect en 31, et par la suite gouverneur. Tacite parle de lui comme d'un homme « digne, influent et de bonne réputation ». Il meurt en 62.
Peu de temps après la mort de sa sœur Drusilla, en 38, Caligula force Memmius à divorcer d'avec sa femme. D'après Suétone, il l'aurait fait venir de Mésie où son mari était gouverneur, parce qu'il avait entendu parler de la beauté remarquable de sa grand-mère. Il ne lui faut pas plus de six mois pour qu'il se sépare d'elle parce qu'elle ne pouvait avoir d'enfants. Il lui interdit de coucher avec un autre homme, voire de s'en approcher.
Quand après la mort de Messaline en 48, l'empereur Claude pense à se remarier, ses conseillers lui parlent également de Lollia. L'affranchi Calliste la voit d'un bon œil, parce qu'elle n'a pas d'enfants, qui auraient pu être en concurrence avec Britannicus, le fils de Claude. Finalement, Claude choisit sa nièce Agrippine, et celle-ci accuse Lollia d'avoir eu recours à la magie noire et à l'astrologie pour gagner le cœur de Claude. Lollia n'a même pas le droit de se faire entendre : elle est bannie et ses biens sont confisqués. Dans l'exil, elle est contrainte au suicide.
Dion Cassius, historien grec du IIe siècle, précise qu'Agrippine, mère de Néron, fut l'instigatrice du suicide forcé, et demanda qu'on lui apporte la tête de Lollia, qu'elle ne reconnut pas dans un premier temps : elle examina alors les dents de la défunte qui, ajoute Dion, "possédaient quelques particularités".

## Réputation
Lollia Paulina est mentionnée dans l'« Histoire naturelle » de Pline l'Ancien, qui dit « qu'elle portait une large partie de sa fortune sur elle sous forme de bijoux valant 7 à 8 millions de sesterces, ornant ses cheveux, son cou, ses bras, ses doigts, et même ses pieds ». L'écrivain se plaint du fait que Rome investit d'énormes sommes d'argent dans l'importation de poivre et de perles depuis l'Inde, et ce portrait de Lollia vient étayer son propos.

## Sources
- (de) Cet article est partiellement ou en totalité issu de l’article de Wikipédia en allemand intitulé « Lollia Paulina » (voir la liste des auteurs).

- (en) Cet article est partiellement ou en totalité issu de l’article de Wikipédia en anglais intitulé « Lollia Paulina » (voir la liste des auteurs).